# (2927) Alamosa
Alamosa és l'asteroide número 2927. Fou descobert per l'astrònom Norman G. Thomas des de l'observatori de Flagstaff (Arizona, Estats Units), el 5 d'octubre de 1981. La seva designació provisional era 1981 TM.